# Machucando
Machucando è una canzone dell'artista musicale portoricano Daddy Yankee, pubblicata come terzo singolo estratto dall'album Barrio fino en directo del 2005. Pur essendo privo di un video musicale, è considerato una dei brani più noti del rapper di reggaeton portoricano.

## Classifiche
| Classifiche (2006)                            | Posizione più alta |
| --------------------------------------------- | ------------------ |
| U.S. Billboard Hot 100 Airplay                | 75                 |
| U.S. Billboard Latin Rhythm Airplay           | 3                  |
| U.S. Billboard Latin Tropical Airplay         | 2                  |
| U.S. Billboard Bubbling Under Hot 100 Singles | 8                  |
| U.S. Billboard Hot Latin Songs                | 2                  |